# دليلك ملك
دليلك ملك، هو نسخة التونسية من البرنامج العالمي الشهير «صفقة أو لا صفقة (Deal or No Deal)» وعرض على شاشة قناة تونس 7. تولى التقديم الإعلامي سامي الفهري وقيمة الجائزة المقدمة كانت في البداية 500.000 دينار تونسي، ثم رفعت في مرحلة لاحقة إلى 1.000.000 دينار تونسي. الجدير بالذكر أنه تم أعتماد النسخة الفرنسية من هذا البرنامج.
انطلقت المسابقة في الأول من أبريل 2005 واستمر حتى عام 2007 على قناة تونس 7. يعود البرنامج مجددا سنة 2014 على قناة الحوار التونسي وسجل في استوديوهات شركة كاكتوس، التي يمتلكها سامي الفهري بمدينة تونس.

## فكرة المسابقة
وتقوم المسابقة على فكرة إخفاء أربعة عشرين رقما ماليا تتراوح قيمتها ما بين المليم إلى مليون دينار تونسي في صناديق مقفلة بالشمع الأحمر يحملها 24 مشترك قدموا من كل أنحاءتونس. المشترك الرئيسي في الحلقة يتم انتقائه من خلال سؤال يطرح على الجميع والأسرع فيهم يتأهل للعب.
وعلى طاولة امامية وسط المسرح والمشتركين واقفون في نصف حلقة مفتوحة على المشاهد، يجلس سامي الفهري مع المشترك ليبدأ عملية فتح الصناديق في جولات عديدة. بنهاية كل جولة، يتدخل البنك عبر الهاتف ليعرض مبلغا معينا للمشترك عله يعقد معه الصفقة وينسحب أو يستمر في فتح العلب ليصل إلى علبته وحظه داخلها، إما الربح أم الخسارة. المسابقة تتخللها محطات غنائية أومقتطفات من أغنيات مفرحة أو حزينة، حسب مضمون الصندوق.
الصناديق يرمز لها أيضا باسماء الولايات التونسية، والمتسابقون يختارون الصناديق حسب الولايات، وليس حسب الرقم.
سلسلة المبالغ المقدمة والموجودة داخل العلب في البرنامج هي على النحو التالي:
| 5.000 د.ت.     |
| 10.000 د.ت.    |
| 15.000 د.ت.    |
| 20.000 د.ت.    |
| 25.000 د.ت.    |
| 30,000 د.ت.    |
| 35.000 د.ت.    |
| 50.000 د.ت.    |
| 100.000 د.ت.   |
| 200.000 د.ت.   |
| 500.000 د.ت.   |
| 1.000.000 د.ت. |

| 0.1 د.ت.         |
| 1 د.ت.           |
| غرض قيمته منخفضة |
| 10 د.ت.          |
| 50 د.ت.          |
| غرض قيمته منخفضة |
| 100 د.ت.         |
| 250 د.ت.         |
| 500 د.ت.         |
| غرض قيمته منخفضة |
| 1.000 د.ت.       |
| غرض قيمته منخفضة |

بعض المبالغ الصغيرة كالمليم أو الدينار، يتم استبدالها بغرض ذو قيمة مادية منخفضة أو شيء مضحك، كباقة ورد، مسمار، تفاحة.
جدير بالذكر أن داخل صندوق المليون دينار، مكتوب مليار وهذا يعود إلى العادات الشعبية في البلد. ويتاح للمشاهدين في المنازل، الاتصال أو إرسال اس ام اس ليفوزوا بنصف جائزة المتسابقين.